# Allopauropus tsugarensis
Allopauropus tsugarensis är en mångfotingart som beskrevs av Kishida 1948. Allopauropus tsugarensis ingår i släktet småfåfotingar, och familjen fåfotingar. Inga underarter finns listade i Catalogue of Life.